# Ioannis Kapodistrias
Grev Ioannis Kapodistrias (græsk: Ιωάννης Καποδίστριας; født 11. februar 1776, død 9. oktober 1831) var en græsk diplomat fra Russiske Kejserrige, der siden blev udnævnt som det første statsoverhoved for det selvstændige Grækenland. Kapodistrias havde bl.a. fungeret som udenrigsminister i Rusland inden han returnerede til hjemlandet for at blive præsident i den nyudråbte republik, der havde opnået uafhængighed fra det Osmanniske rige.
Ioannis Kapodistria blev født på Korfu, der på daværende tidspunkt sammen med de øvrige Ioniske Øer var underlagt Republikken Venedig. Han studerede medicin, filosofi og jura ved Padovas universitet. Efter afslutningen af studierne returnerede han i 1797 til Korfu, hvor han i en alder af 21 år slog sig ned som praktiserende læge. 
I forbindelse med Napoleonskrigene havde Frankrig overtaget Republikken Venedigs besiddelser, herunder Korfu. i 1799 lykkedes det dog styrker fra Det Osmanniske Rige og Det Russiske Kejserrige at tvinge franskmændene ud af Korfu, der herefter opnåede status som en selvstændig stat regeret af den lokale adel. Af adelig slægt indtrådte Kapodistrias som den ene af to ministre på øriget. Ved et efterfølgende valg i 1803 blev Kapodistrias valgt som premierminister for øriget. Frankrig besatte imidlertid Korfu og de øvrige Ioniske Øer i 1807, og øernes selvstændighed ophørte herefter. 
I 1809 indtrådte Kapodistria som diplomat i tjeneste for Det Russiske Kejserrige. 
I 1827 blev Kapodistria af det græske parlament valgt til statsoverhoved for den nye Græske stat, der fortsat lå i frigørelseskamp med Det Osmanniske Rige. Kapodistrias drog herefter i 1828 til Grækenland, hvor han for første gang besøgte det græske hovedland. 
Efter indsættelsen som præsident forsøgte Kapodistrias at indføre en række reformer i Grækenland. Han forsøgte blandt andet af indføre reformer, der mindskede magten blandt de traditonelle klaner i landet, og i forbindelse hermed beordrede han en af sine politiske modstandere, parlamentsmedlemmet Petros Mavromichalis, fængslet. Petros' bror, Konstantinos, ledte en revolte i Lakonien mod den græske centralmagt, og da forhandlinger mellem Kapodistrias og Mavromichalis ikke førte noget med sig, planlagde Konstantinos sammen med sin søn Georgios et attentat mod Kapodistrias. Attentatet blev udført i 1831, hvor Kapodistrias blev skudt og dræbt på vej til kirke. Konstantinos Mavromichalis blev overmandet og dræbt, men sønnen Georgis lykkedes at flygte til den franske ambassade. Han overgav sig få dage senere, og blev siden henrettet. 